# Élections municipales de 2005 à New York

Blason de New York

Les élections municipales de 2005 à New York ont permis d'élire les conseillers municipaux (Alderman ou Alderwoman), le greffier (Clerk), le trésorier (Treasurer) et le maire de la ville (Mayor). Le scrutin s'est déroulé le 8 novembre 2005.

## Candidats
- Kevin Finnegan : syndicaliste dans l'Union internationale des employés des services.
- Seth Blum : Professeur de mathématiques à la Manhattan International High School
- Anthony Gronowicz : Professeur d'histoire au Borough of Manhattan college
- Audrey Silk : Officier de police, militante communiste et fondatrice du NYC Citizen lobbying against smoker harassment
- Martin Koppel : Ouvrier métallurgiste et militant communiste
- Jimmy McMillan : Ancien employé de poste, détective privé et vétéran du Vietnam. Fondateur en 2005 du Rent Is Too Damn High Party (en) contre la spéculation immobilière à New York.
- Tom Ognibene : Conseiller municipal de New York.
- Fernando Ferrer : Conseiller municipal de New York puis président du borough du Bronx de 1987 à 2001.
- Michael Bloomberg : Homme d'affaires. Il se présente sous deux étiquettes, le Parti indépendant d'une part et le Parti républicain associé au Parti libéral.

## Résultats
| Candidat | Candidat          | Candidat          | Parti politique                                     | Votes   | %    |
| -------- | ----------------- | ----------------- | --------------------------------------------------- | ------- | ---- |
|          | Michael Bloomberg | Michael Bloomberg | Parti républicain et Parti libéral de New York (en) | 678 444 | 52,6 |
|          | Michael Bloomberg | Michael Bloomberg | Parti de l'indépendance de New York                 | 74 645  | 5,8  |
|          | Fernando Ferrer   | Fernando Ferrer   | Parti démocrate                                     | 503 219 | 39,0 |
|          | Thomas Ognibene   |                   | Parti conservateur de l'Etat de New York (en)       | 14 630  | 1,1  |
|          | Anthony Gronowicz |                   | Parti vert des États-Unis                           | 8 297   | 0,6  |
|          | Jimmy McMillan    | Jimmy McMillan    | Rent Is Too Damn High Party (en)                    | 4 111   | 0,3  |
|          | Audrey Silk       |                   | Parti libertarien                                   | 2 888   | 0,2  |
|          | Martin Koppel     |                   | Parti socialiste des travailleurs                   | 2 256   | 0,2  |
|          | Seth Blum         |                   | Parti de l'éducation                                | 1 176   | 0,2  |